# Ивааки, Хитоси
Хитоси Ивааки (яп. 岩明 均 Ивааки Хитоси, род. 28 июля 1960, Токио) — японский мангака. Известен своими работами «Паразит» (Премия манги Коданся, 1993) и Historie (Гран-при Japan Media Arts Festival в категории «Манга», 2010; Культурная премия имени Осаму Тэдзуки, 2012).

## Творчество
Увлёкся мангой в старших классах средней школы, став поклонником творчества Осаму Тэдзуки. Начал карьеру в 1984 году помощником Кадзуо Камимуры. В 1985 году опубликовал в журнале Morning издательства «Коданся» мангу-ваншот собственного сочинения Gomi no Umi («Море мусора»), которая принесла автору премию имени Тэцуи Тибы.
С 1988 по 1995 год в журнале Afternoon того же издательства выходила самая известная манга Ивааки — сериальный «Паразит». Эта манга принесла автору в 1993 году премию манги Коданся. Позже Ивааки обратился к жанру исторической манги, параллельно работая над двумя сериалами — Historie (в журнале Afternoon) и Reiri (в журнале Shonen Champion издательства Akita Shoten), посвящёнными соответственно Древней Греции и периоду гражданской войны в Японии. Первый из этих сериалов также обрёл высокую популярность и был удостоен в 2010 году Гран-при Японского фестиваля медиаискусства в категории «Манга», а в 2012 году — Гран-при Культурной премии имени Осаму Тэдзуки. Ивааки входил также в шорт-лист Гран-при Культурной премии имени Осаму Тэдзуки с этой же мангой в 2005 году.

### Работы
- Fuuko no Iru Mise (4 тома, 1986—1988, Morning)
- Hone no Oto (1 том, 1990, Morning, ваншот)
- «Паразит» (10 томов, 1990—1995, Afternoon, Perfect Edition: 8 томов в 2003), первая публикация на английском в Mixx, переиздана в Del Rey Manga, издание на русском от Alt Graph в 2019—2020 гг.
- Tanabata no Kuni (4 тома, Big Comic, Perfect Edition: 2 тома в 2003)
- Yuki no Touge, Tsurugi no Mai (2001, Kodansha)
- Heureka (2002, Hakusensha)
- Historie (11 томов на июль 2019 года, издаётся с 2004 г., Afternoon)
- Reiri (2015—2018, Bessatsu Shonen Champion, художник Дайсукэ Мурои)

Хитоси Ивааки также является одним из многих соавторов манги-сборника Neo Devilman.